# Río Zulia
Le río Zulia est une rivière de Colombie et du Venezuela et un affluent du Río Catatumbo dans le bassin versant du lac Maracaibo.

## Géographie
Le río Zulia prend sa source sur le versant est de la serranía de Los Motilones, au nord de la cordillère Orientale, dans le département colombien de Norte de Santander. Il coule ensuite vers le nord-est, passe au Venezuela au niveau de la municipalité de Puerto Santander, traverse l'état vénézuélien de Zulia avant de rejoindre le río Catatumbo.